# ブレシェッロ
ブレシェッロ（伊: Brescello）は、イタリア共和国エミリア＝ロマーニャ州レッジョ・エミリア県にある、人口約5,600人の基礎自治体（コムーネ）。

## 地理

### 位置・広がり

#### 隣接コムーネ
隣接するコムーネは以下の通り。括弧内のPRはパルマ県、MNはマントヴァ県所属を示す。
- ボレット
- ガッターティコ
- ポヴィーリオ
- ソルボロ・メッツァーニ (PR) (メッツァーニ、ソルボロ)
- ヴィアダーナ (MN)

### 気候分類・地震分類
ブレシェッロにおけるイタリアの気候分類 (it) および度日は、zona E, 2436 GGである。
また、イタリアの地震リスク階級 (it) では、zona 3 (sismicità bassa) に分類される。

## 行政

### 分離集落
ブレシェッロには、以下の分離集落（フラツィオーネ）がある。
- Coenzo a Mane, Ghiarole, Lentigione, Sorbolo a Mane

## 人物

### おもな出身者
- アントニオ・パニッツィ - 19世紀の司書、大英博物館館長。「近代目録法の祖」